# Choros nr. 6
Choros nr. 6 is een compositie van de Braziliaanse componist Heitor Villa-Lobos. Het werk maakt deel uit van een serie van 15 à 16 werken met dezelfde naam, afhankelijk van de geraadpleegde bron. De naam is dan ook het enige bindmiddel tussen de werken, er zijn meer verschillen dan overeenkomsten. Choros nr. 6 is één van langer durende uit de serie, wellicht met uitzondering van de nummers 13 en 14, doch die zijn zoek. De eerder gecomponeerde Choros-werken waar zich ook Choros nr. 7 bevond, duurden niet langer dan hoogstens 9 minuten; nummer 6 komt op 25 a 26 minuten.
Choros nr. 6 is geschreven voor een groot symfonieorkest waarvan een aantal leden percussie spelen. Deze instrumenten waren destijds populair in Brazilië. Het is de eerste in de serie, die gecomponeerd is voor orkest; Choros nr. 1 was alleen voor gitaarsolo. Villa-Lobos omschreef het werk als: "het klimaat, de kleurenpracht, de warmte, het licht, het getjirp van vogels; de geur van stroperig gras rondom de kippenhokken en alle elementen in het droge en afgelegen binnenland van Brazilië vormden de inspiratie voor dit werk, maar het is noch een zuiver objectieve indruk dan wel beschrijving".
Het werk trekt als een rapsodie en symfonisch gedicht voorbij, die bol staat van Zuid-Amerikaanse ritmen. Basis voor alle choros-stukken vormt de improvisatie, maar die is hier omgezet in een compositie. Het stuk begint met spechtachtig getok/getik en met een geluid, dat erop lijkt of de compositie aanloopt; een fluitend gezang van een inheemse vogel. Behalve de inheemse natuur bracht de componist het rustige dorpsleven in beeld (geluid).
Villa-Lobos trok in zijn jongere jaren naar de binnenlanden van Brazilië om uiteindelijke een synthese te kunnen maken tussen de westerse klassieke muziek (zijn vader was amateurcellist en liefhebber van Bachs muziek) en de inheemse exotische muziek.
Eerste uitvoering vond plaats in het Teatro Municipal van Rio de Janeiro op 18 juli 1942; de componist leidde het theaterorkest. Het werk is anno 2009 ook nog populair; het lag toen ongeveer tien keer op de lessenaar in diverse concerten verspreid over de wereld.

## Orkestratie
- 1 piccolo, 2 dwarsfluiten, 2 hobo’s, 1 althobo, 1 klarinet, basklarinet, 2 fagotten, 1 contrafagot, saxofoon
- 4 hoorns, 3 trompetten, 4 trombones, 1 tuba
- percussie bestaande uit 1 stel pauken, tamtam xylofoon, buisklokken, bekkens, grote trom en de inheemse tartaruga, camisao grande, cuíca, reco-reco (een soort guïro), tambú, tambi, tamborim, roncador, chocalhos en tamborim de samba;
- 2 harpen, 1 celesta,
- violen, altviolen, celli, contrabassen.

## Discografie
- Opname BIS Records; São Paulo Symfonieorkest o.l.v. John Neschling
- Uitgave ASV Records: orkest van Gran Canaria o.l.v. Adrian Leaper
- Uitgave Varese Records; een oude opname (januari 1954) van Villa-Lobos zelf met het Deutsches Symphonie-Orchester Berlin.